# College Tonight
College Tonight es un servicio de redes sociales para EE. UU. para los estudiantes universitarios, estudiantes graduados y antiguos alumnos. Se centra en la vida nocturna y eventos en las oportunidades sociales y cerca de los campus universitarios. Los estudiantes utilizan el servicio para explorar sus comunidades y relacionarse socialmente. La plataforma  también permite que el sector de publicidad se active, y los jóvenes se sientan socialmente motivados.Se requiere de un perfil y una dirección de correo electrónico con el dominio ". Edu" que al final.
El sitio es una idea de los alumnos de Emory University, Zach Suchin, y el estudiante de la Universidad, Jason Schutzbank. La compañía lanzó una versión beta en septiembre de 2006 y lanzó el sitio oficial para el público en septiembre de 2007, comenzando con una vida nocturna de nueve meses de gira a 192 universidades por todo el país.
El 13 de agosto de 2007, SIMEX Technologies, Inc. (OTC: SMXT) anunció que había presentado una carta de intención para adquirir College Tonight, Inc. en una fusión inversa. En el reverso de fusión ya se ha terminado convirtiéndose en una filial de SIMEX. College Tonight fue capaz de recaudar $ 1.639.500 en el capital social como parte de la operación.
El 29 de noviembre de 2007, College Tonight se hizo pública.
El 24 de abril de 2008, se unió Lauren Conrad para ser su portavoz.

## Historia
Mientras que una licenciatura en Emory University en Atlanta, Zach Suchin hizo dinero y se percató que la promoción de eventos no tenía nada que ofrecer ni de explorar nuevas oportunidades de la vida nocturna. Se conceptualizó un sitio web que informa a las personas no sólo de las opciones de la vida nocturna, sino también les ayuda a disfrutar de una forma interactiva, experiencia de trabajo en red que va más allá del equipo físico.Años más tarde, Zach y Jason actual pregrado de Emory Schutzbank hecho Zach El sueño de una realidad con el lanzamiento de collegetonight.com. Zach fundo Angel investor para el arranque inicial del capital. College Tonight está disponible actualmente en 194 escuelas.

## Premios
En diciembre de 2006, College Tonight recibió los mejores eventos de Red Social en Internet People's Choice Award en Mashable.